# Bataillon des collants noirs
Le Bataillon des collants noirs, aussi connu comme les « furies », est un groupe de partisanes du premier président de Géorgie, Zviad Gamsakhourdia, et de sa veuve, Manana Artchvadzé-Gamsakhourdia. Le groupe a servi, pendant un temps, comme une milice armée se battant pour Gamsakhourdia, particulièrement lors du coup d'État de 1991-1992 en Géorgie. Refusant de reconnaitre tout gouvernement comme légitime depuis la mort de Gamsakhourdia en décembre 1993, le groupe a souvent été impliqué dans des protestations contre les gouvernements d'Edouard Chevardnadzé et de Mikheil Saakachvili.

## Activités

### Implications dans la guerre civile géorgienne

Le BPB s'est fortement impliqué lors du coup d'État géorgien de 1991-1992.

L'origine exacte du Bataillon des collants noirs reste mystérieuse, mais il est probable que le groupe se forme organiquement, via le rassemblement de femmes soutenant le président géorgien Zviad Gamsakhourdia et sa femme, la Première Dame Manana Artchvadzé-Gamsakhourdia, durant les premières manifestations contre les tendances autoritaires de Gamsakhourdia qui paralysent Tbilissi à la suite de l'indépendance nationale en avril 1991. Le groupe est impliqué, d'après l'organisation non-gouvernementale Human Rights Watch, dans des tentatives de provocations lors des manifestations anti-gouvernementales menées par les chefs de l'opposition en septembre 1991. Décrites comme des « légions de femmes d'âge moyen adorant le Président », la majorité des femmes vient probablement de la région occidentale de Mingrélie, base natale de Zviad Gamsakhourdia.

L'implication du BCN dans le conflit qui bouleverse la première année de l'indépendance géorgienne reste controversée, avec certains analystes considérant cette participation comme « mauvaise ». Le 22 septembre 1991, lors d'une manifestations devant le bâtiment du Parlement géorgien sur l'avenue Roustavéli des membres de l'opposition qui tiennent une grève de la faim opposant les tendances autoritaires de Zviad Gamsakhourdia, des troupes gouvernementales sont utilisées pour violemment disperser la foule. D'après un témoignage enregistré par Human Rights Watch, cette manifestation voit les premières actions du Bataillon, surnommé « furies » par le rapport de l'ONG : 
« Les troupes gouvernementales étaient menées par le ministre de l'Intérieur, Dilar Khobouliani. Il était entouré de plus de 100 agents du ministère habillés en civil, 50 soldats de la Garde nationale, et 100 hommes armés. Ces forces armées étaient soutenues par près de 200 soi-disant « furies » (des femmes pro-Gamsakhourdia qui s'habillent en noir et attaquent ses critiques) de Gamsakhourdia. Près de 40 membres du PND [Parti national démocrate] s'assoient durant l'attaque afin de se protéger. »
Du 22 décembre 1991 au 6 janvier 1992, le Président Gamsakhourdia et son gouvernement se réfugient dans la casemate du Parlement, menant au coup d'État de 1991-1992 de Géorgie, surnommé la « guerre de Tbilissi ». Durant le conflit, qui mène à la mort d'au moins 113 personnes, l'agence de presse russe Interfax mentionne le BCN comme l'une des principales factions devant protéger Zviad Gamsakhourdia, prétendant que la majorité des 300-500 gardes présidentiels sont des membres armés du Bataillon. D'ici la fin du coup d'État, Gamsakhourdia sera renversé et un Conseil militaire sera établi jusqu'à l'arrivée d'Edouard Chevardnadze comme chef d'État.

### Sous Saakachvili

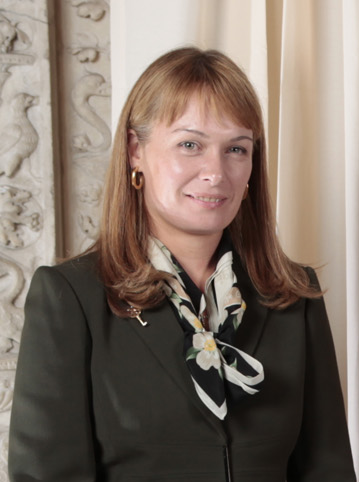
En 2005, la Première dame Sandra Roelofs a été attaquée par des manifestants du BPB.

Tandis que le groupe freine son activisme durant la présidence d'Edouard Chevardnadzé, le BCN reémerge, toutefois désarmé, à la suite de la révolution des Roses de 2003 qui dépose pacifiquement Chevardnadzé et amène au pouvoir Mikheil Saakachvili. Toutefois, le manque de charges criminelles contre l'ancien président et la de facto amnistie de celui-ci offerte par le nouveau président empêchent la réconciliation du groupe avec la nouvelle administration. Le bataillon organise souvent des manifestations devant la résidence de Chevardnadzé à Tbilissi. Lors d'une particulière protestation, les manifestantes proclament : 
« Il est criminel, il n'aurait jamais dû être laissé libre. Lui et ses alliés doivent être trainés devant la justice pour les crimes commis lors du renversement du gouvernement légal en 1991 et pour le meurtre de Gamsakhourdia. »
En avril 2005, lors d'une cérémonie dédiée aux victimes de la tragédie du 9 avril 1989, des membres du BCN, menés par Manana Artchvadzé-Gamsakhourdia, manifestent afin d'empêcher Sandra Roelofs, la Première dame de Saakachvili, de déposer des fleurs sur le mémorial. Lors de la protestation, elles entourent la Première dame jusqu'à une intervention de la police.
En novembre 2009, des membres du BCN organisent une manifestation pour demander la libération de Tsotné Gamsakhourdia, qui est alors accusé de planifier le meurtre de son voisin.

### Depuis 2013
Depuis l'arrivée au pouvoir du Rêve géorgien dans la nouvelle république parlementaire, les activités du BCN ont largement diminué. La dernière grande manifestation organisée par le groupe se déroule peu de temps après la mort d'Edouard Chevardnadze en juillet 2014, lorsque des femmes, menées par Manana Artchvadzé-Gamsakhourdia, s'installent devant la maison du président décédé et crient des chants anti-Chevardnadzé. Il n'y a pas de manifestations organisées par le groupe depuis.

## Idées politiques
Tandis qu'il n'y a pas de philosophie centrale au BCN, le Bataillon supporte le zviadisme (en), une idéologie décrivant l'ultranationalisme de ceux qui soutiennent l'ancien président Zviad Gamsakhourdia. Ceci a longtemps défini le groupe comme une collection de nationalistes géorgiens opposant la présidence d'Edouard Chevardnadzé, qui était vu comme l'architecte du coup d'État de 1991-1992. Étant donné le manque d'organisation centrale du BCN, peu de détails existent sur l'identité des membres ou les buts du bataillon d'aujourd'hui.
Le BCN n'a jamais reconnu le renversement de Gamsakhourdia et continue de le considérer comme le président légitime de la Géorgie jusqu'à sa mort le 31 décembre 1991. Le groupe ne reconnait qu'une vacance dans la présidence depuis (donc refusant de reconnaitre la légitimité de Chevardnadzé et de ses successeurs). Le BCN reconnait Manana Artchvadzé-Gamsakhourdia, la veuve de Zviad Gamsakhourdia, comme Première ministre jusqu'à ce que celle-ci choisisse de reconnaitre les résultats d'une élection présidentielle future.

## Dans la société
Le Bataillon des Collants noirs est souvent vu négativement dans la société géorgienne. Décrit comme « mauvais », « fanatique » et « provocateur » par certains experts politiques, le groupe ne parvient pas à recevoir un large soutien à travers les années, tout en étant considéré comme l'un des derniers bastions du zviadisme dans la Géorgie moderne.
Le terme « Bataillon des Collants noirs » n'est pas le nom officiel du groupe et est plus souvent utilisé péjorativement, pour moquer les habits noirs des partisanes de Gamsakhourdia.
Les groupes activistes de femmes qui se sont battus pour l'indépendance de la Tchétchénie lors de la république d'Itchkérie de Djokhar Doudaïev se seraient inspirés du BCN. Il est intéressent de noter que Zviad Gamsakhourdia passa lui-même une partie de son exil à Grozny, où il était conseiller et ami de Doudaïev.